# Меделевка
Меделевка (укр. Меделівка) — село на Украине, находится в Радомышльском районе Житомирской области.
Код КОАТУУ — 1825086602. Население по переписи 2001 года составляет 338 человек. Почтовый индекс — 12232. Телефонный код — 4132. Занимает площадь 1,619 км².
Через село протекает река Вырва.

## Адрес местного совета
12231, Житомирская область, Радомышльский р-н, с.Мирча

## Известные уроженцы
- Григорьев, Анатолий Иванович   — советский и российский врач и космобиолог, академик РАН (1997).